# Calodactylodes aureus
Calodactylodes aureus (індійський золотий гекон) — вид геконоподібних ящірок родини геконових (Gekkonidae). Ендемік Індії.

## Поширення і екологія
Індійські золоті гекони мешкають в штатах Одіша, Андгра-Прадеш і Тамілнад. Вони живуть в сухих тропічних лісах і чагарниках Східних Гат, часто поблизу струмків, серед скель і поблизу людських поселень, на висоті від 50 до 1400 м над рівнем моря. Живляться комахами і павуками. Відкладають яйця, утворюючи колективні кладки. Прикріплюють яйця до стелі або стін в житлах і печерах.